# Max Pruss
Max Pruss (ur. 29 września 1891 w Zgonie, zm. 28 listopada 1960 we Frankfurcie nad Menem) – niemiecki lotnik, ostatni kapitan LZ 129 Hindenburg.

## Życiorys
Urodził się w miejscowości Zgon w Prusach Wschodnich (współcześnie położona w województwie warmińsko-mazurskim). Gdy miał 7 lat przeniósł się z rodziną do Bielefeld. Został członkiem Frankfurckiego Stowarzyszenia Żeglugi Powietrznej. W 1906 dołączył do Kaiserliche Marine. W 1914 zaczął latać na sterowcach. Od 1934 dowodził lotami sterowca LZ 127 Graf Zeppelin. W 1936 został przeniesiony do załogi LZ 129 Hindenburg, gdzie służył jako pierwszy oficer pod rozkazami Ernsta Lehmanna. W październiku 1936 został kapitanem Hindenburga. Dowodził jego ostatnim lotem w maju 1937, zakończonym katastrofą.

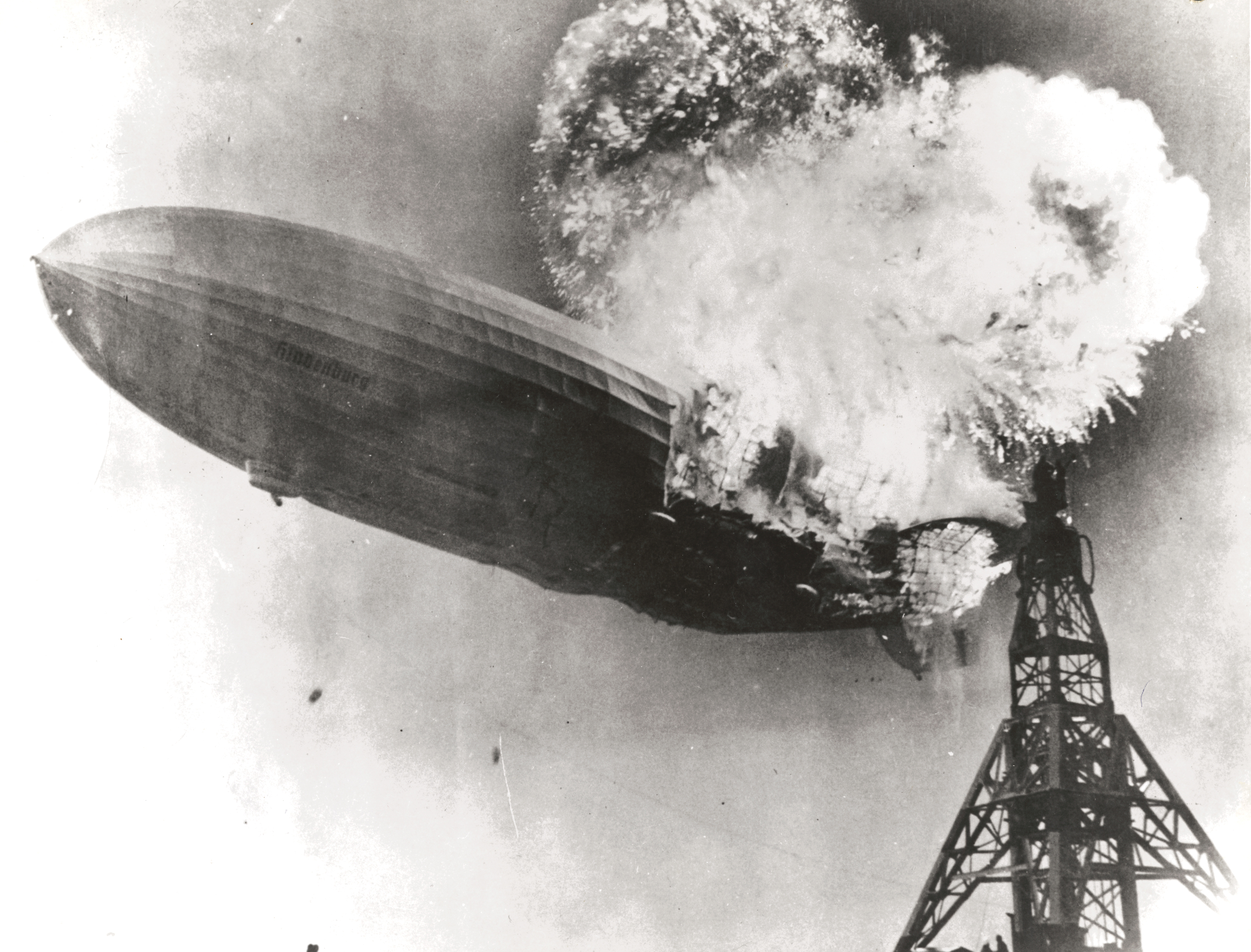
Hindenburg w płomieniach

## Katastrofa
Pruss był kapitanem LZ 129, gdy 6 maja 1937 podczas lądowania na lotnisku Lakehurst sterowiec zapalił się i w 37 sekund doszczętnie spłonął. Kapitan przeżył katastrofę, wyniósł z wraku nieprzytomnego radiooperatora Willy'ego Specke'a oraz kilkukrotnie wracał w poszukiwaniu ocalałych. Sam trafił do szpitala z oparzeniami,  szczególnie twarzy i ramion.
Po katastrofie utrzymywał, że była ona spowodowana aktem sabotażu na pokładzie sterowca. Uważał, że odpowiedzialność spoczywała na byłym kapitanie Hindenburga Ernscie Lehmannie (który zmarł 7 maja 1937 w szpitalu z powodu oparzeń odniesionych w katastrofie).

## Po katastrofie
Wrócił do Niemiec w październiku 1937, gdzie przechodził rekonwalescencje. W 1940 został komendantem lotniska we Frankfurcie. Po wojnie był orędownikiem rozwoju lotnictwa sterowcami. Po operacji żołądka zachorował na zapalenie płuc i zmarł 28 listopada 1960. Żył 69 lat.